# Hans Reichel (Mediziner)
Hans Reichel (* 22. August 1911 in Cognac; † 15. Januar 1995 in Hamburg) war ein deutscher Physiologe und Hochschullehrer.
Reichel war der Sohn des Weinimporteurs Gerhard Reichel und dessen Ehefrau Elisabeth, geborene Tuebcke. Nach dem Ende seiner Schullaufbahn absolvierte er ein Medizinstudium. Er wurde zum Dr. med. promoviert und habilitierte sich 1942.
Während des Zweiten Weltkrieges war er als Stabsarzt am Institut für Luftfahrtmedizin in München tätig. Am Gebirgsphysiologischen Institut der Heeresgebirgssanitätsschule St. Johann in Tirol erforschte er zusammen mit seinem Kollegen Kurt Kramer den Kältetod und die Wiedererwärmung am Hund, die Versuche wurden im Juni 1944 in der Klinischen Wochenschrift veröffentlicht.
Nach Kriegsende war er an der Universität München zunächst Privatdozent und ab 1952 außerplanmäßiger Professor. Er folgte im März 1962 einem Ruf auf den Lehrstuhl für Physiologie an die Universität Hamburg. Er war Autor von Fachbüchern.